# Hypericum taihezanense
Hypericum taihezanense är en johannesörtsväxtart som beskrevs av Shun-ichi Syun'iti Sasaki och S. Suzuki. Hypericum taihezanense ingår i släktet johannesörter, och familjen johannesörtsväxter. Inga underarter finns listade i Catalogue of Life.